# Burgstall Altes Schloss (Oberzaunsbach)
Der Burgstall Altes Schloss ist eine abgegangene mittelalterliche Burganlage auf einem Hangsporn des Zaunsbacher Berges über dem Tal der Trubach. Er liegt rund 1000 Meter südsüdöstlich der Ortschaft Oberzaunsbach in der oberfränkischen Gemeinde Pretzfeld in Bayern, Deutschland.
Über diese Burg sind keine geschichtlichen oder archäologischen Informationen bekannt. Die Burg wird grob auf mittelalterliche Zeitstellung datiert. Erhalten haben sich von der Anlage nur ein wohl größtenteils natürlich entstandener Halsgraben, die Stelle ist als Bodendenkmal Nummer D-4-6233-0072: Mittelalterlicher Burgstall geschützt.

## Beschreibung
Die einteilige Burgstelle der Spornburg liegt in rund 450 m ü. NN Höhe auf einer nach Norden in das Trubachtal vorspringenden Felsklippe des Zaunsbacher Berges (Bild 3). Sie liegt damit etwa 130 Höhenmeter über dem Talgrund und ist heute dicht bewaldet (Bild 2).
Der Burgfelsen wird zum weiter ansteigenden Berghang an der Südwestseite der Burgstelle durch eine leicht gebogene, von außen etwa 6,5 Meter tiefe und maximal 20 Meter breite Geländerinne abgegrenzt (Bild 6). Sie verläuft zirka 45 Meter weit von nordwestlicher nach südöstlicher Richtung. Diese Rinne, die wohl zum größten Teil natürlich entstanden ist, wurde als Halsgraben genutzt, und im Mittelteil vermutlich noch weiter vertieft, wie jeweils ein Abraumhügel an beiden am steilen Hang auslaufenden Grabenenden zeigt (Bild 4 und 5). Im nördlichen Teil dieses Sohlgrabens ist eine acht Meter lange und rund 1,8 Meter breite, grabenartige Vertiefung zu sehen, deren natürliche oder künstliche Herkunft ungewiss ist (Bild 4 und 7).
Die ovale, relativ ebene und etwa 30 mal 18 Meter messende Burgfläche liegt rund fünf Meter über der Grabensohle (Bild 8), ihr südlicher Teil ist leicht erhöht (Bild 9). Bis auf die an den Graben grenzende Seite fällt die Burgfläche mehrere Meter über senkrechte Felswände ab (Titelbild und Bild 2). Grundmauerreste einstiger Burggebäude wurden nicht gefunden. Vom Burgfelsen aus bietet sich ein guter Blick auf das Trubachtal, daneben besteht direkter Sichtkontakt zum benachbarten Burgstall Wichsenstein.

## Bilder

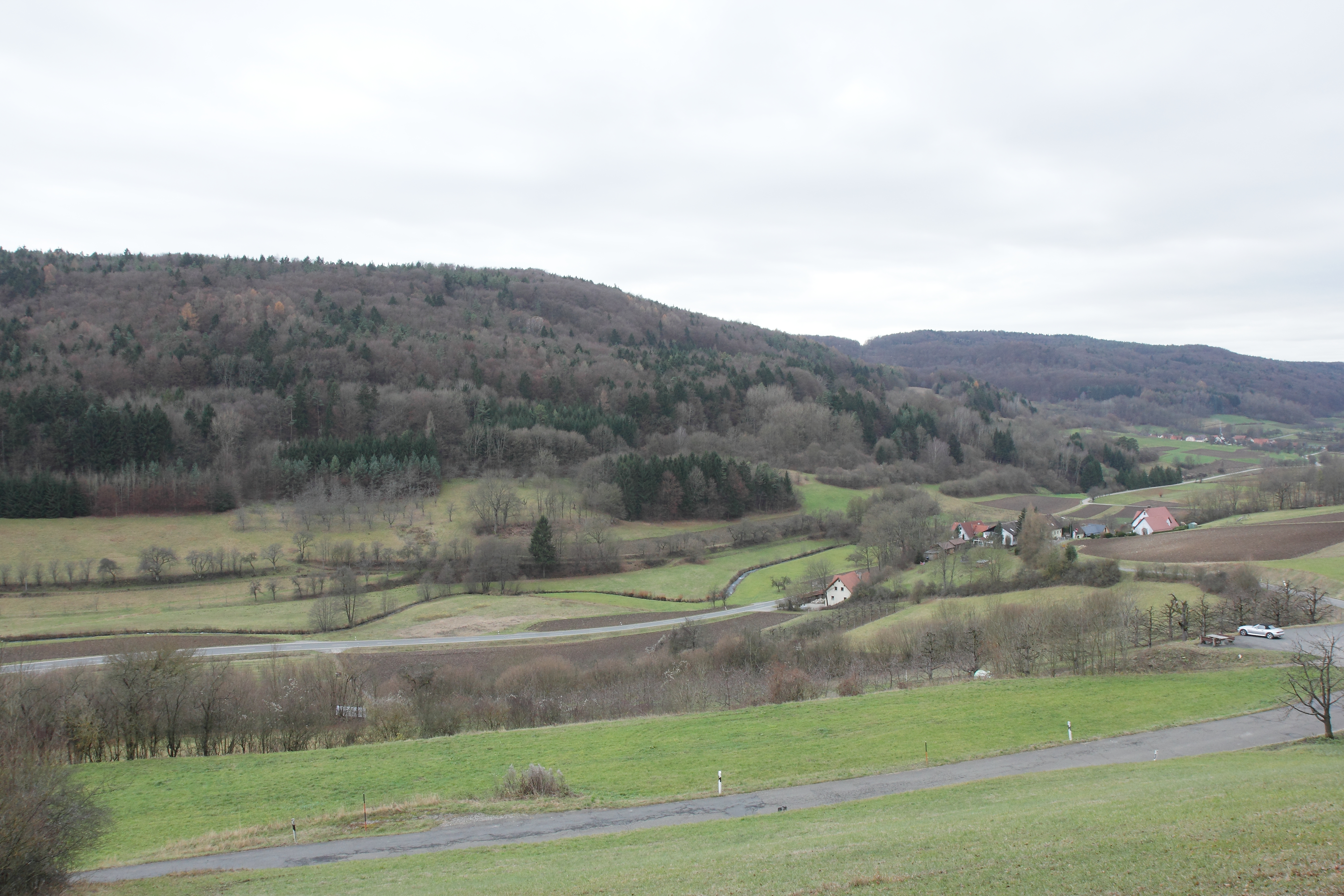
Bild 3: Ansicht des Zaunsbacher Berges von Nordosten über dem Tal der Trubach (Dezember 2014)
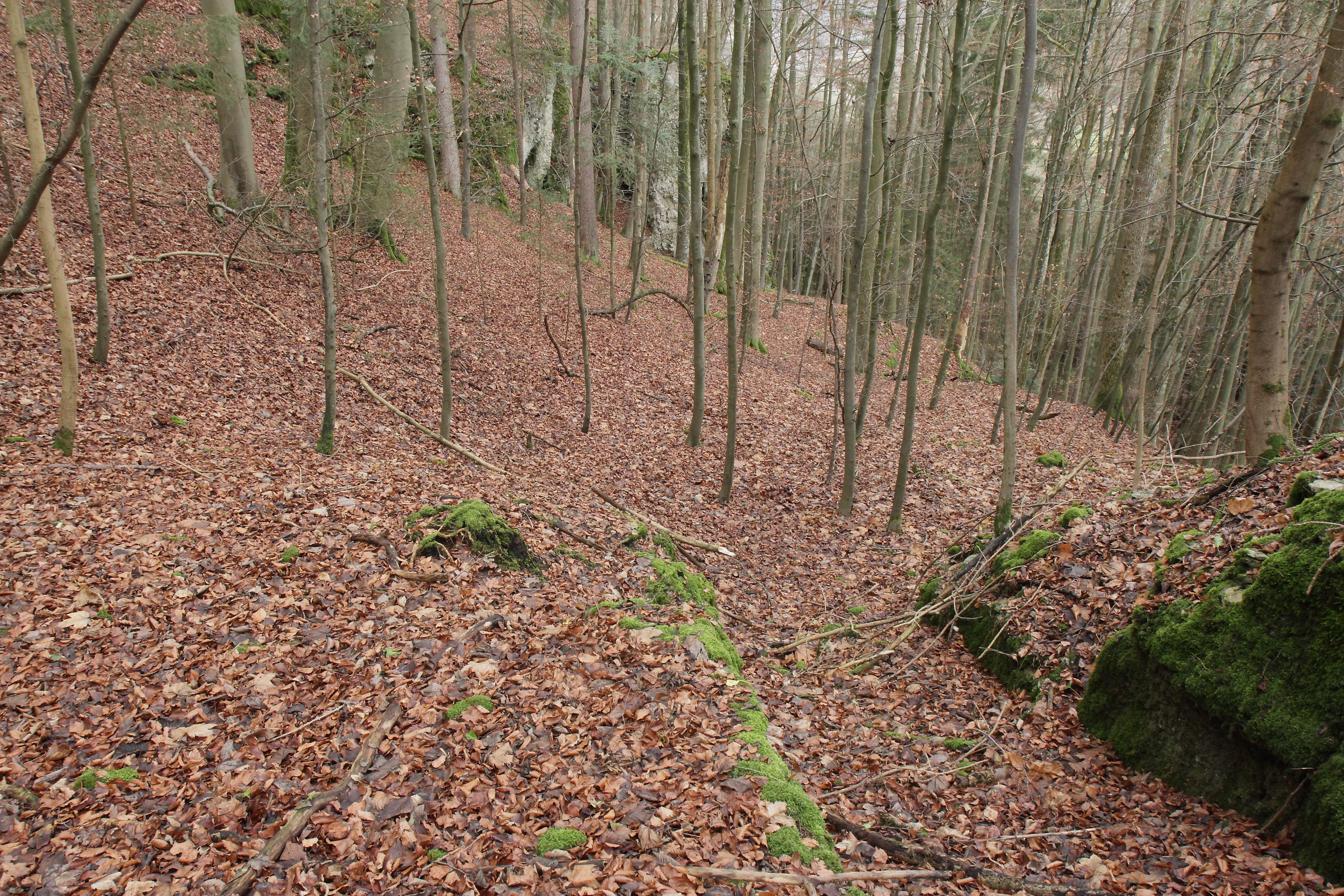
Bild 4: Nordwestliches Grabenende (Dezember 2014)
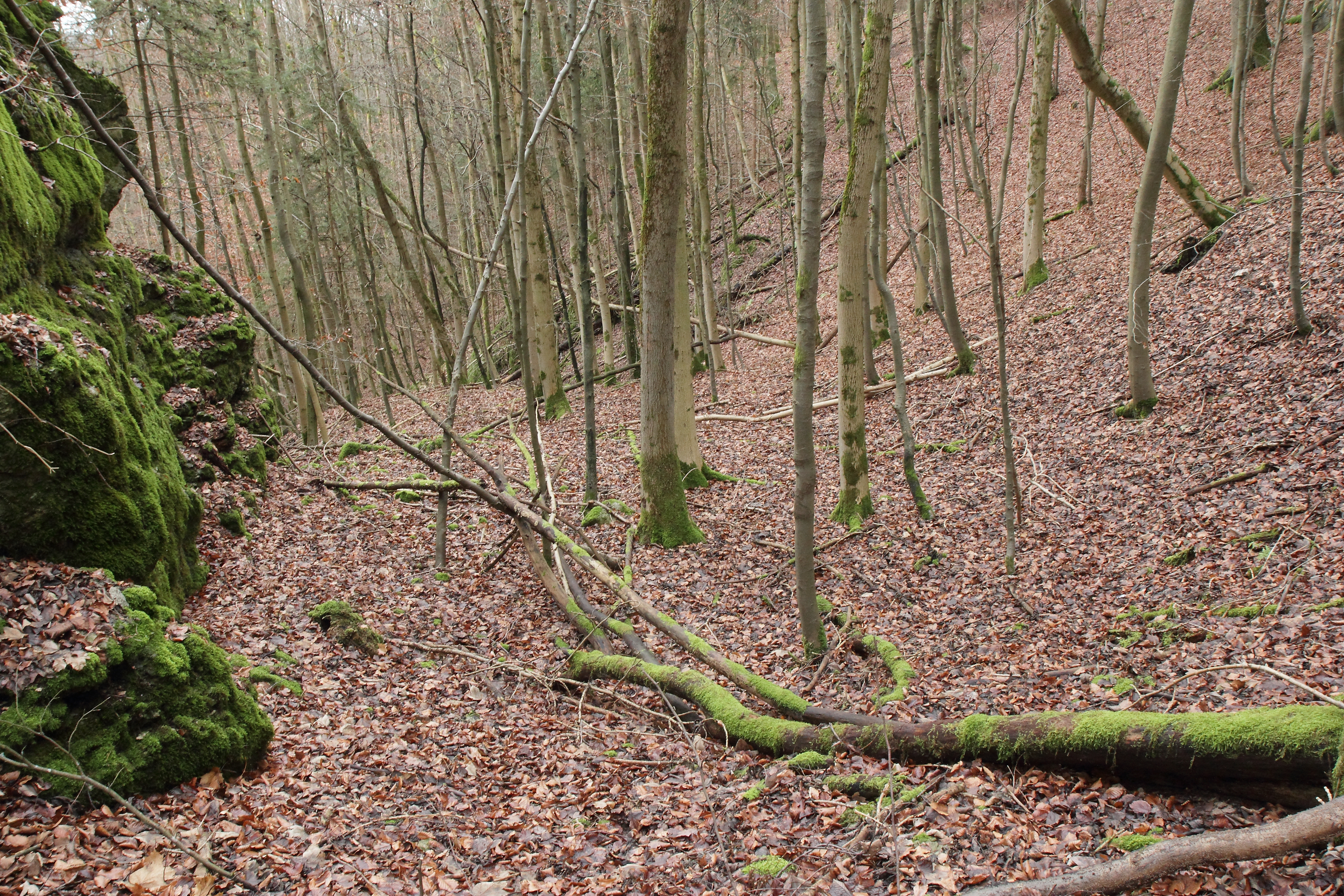
Bild 5: Südöstliches Grabenende (Dezember 2014)
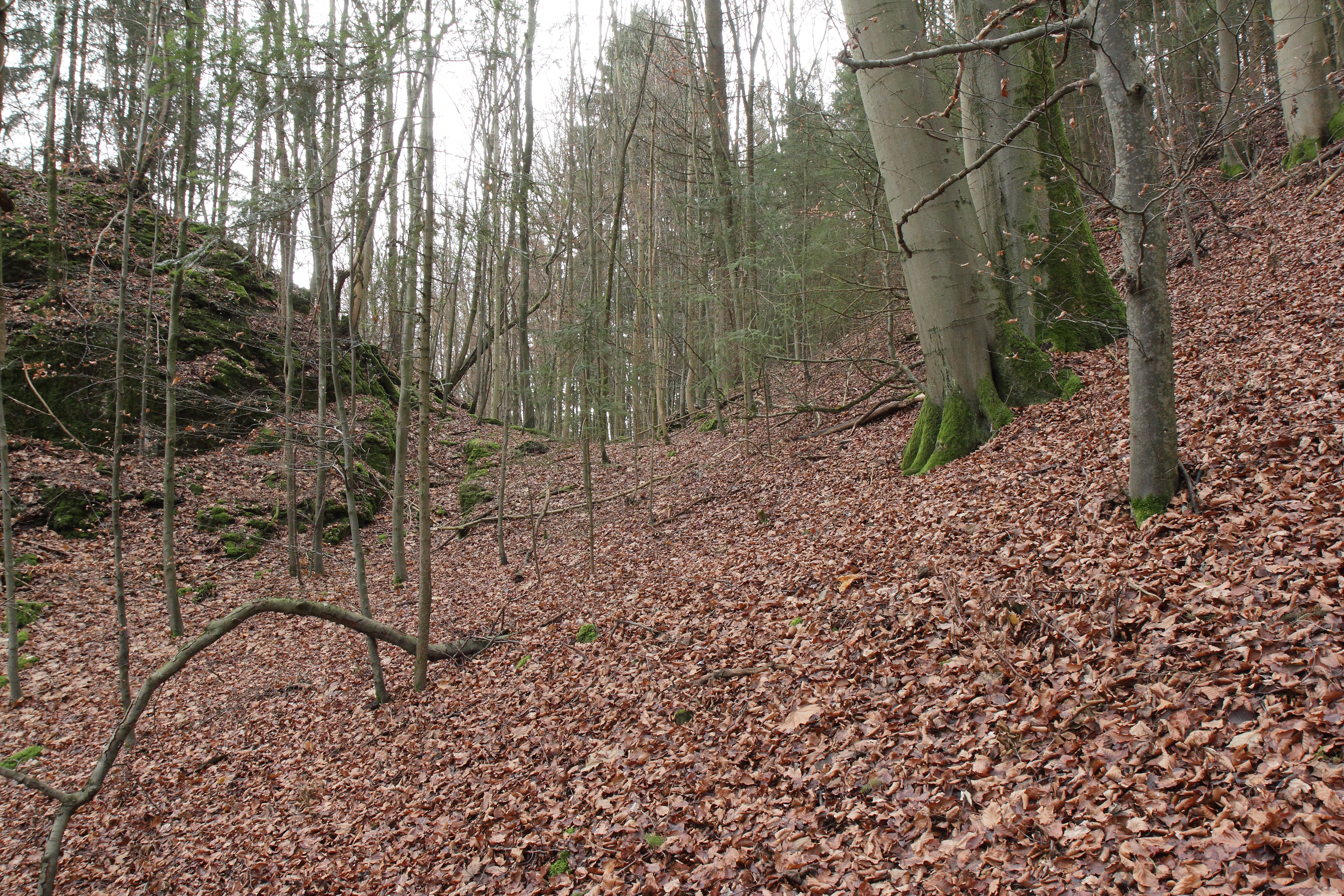
Bild 6: Profil des Grabens, links die Burgstelle (Dezember 2014)
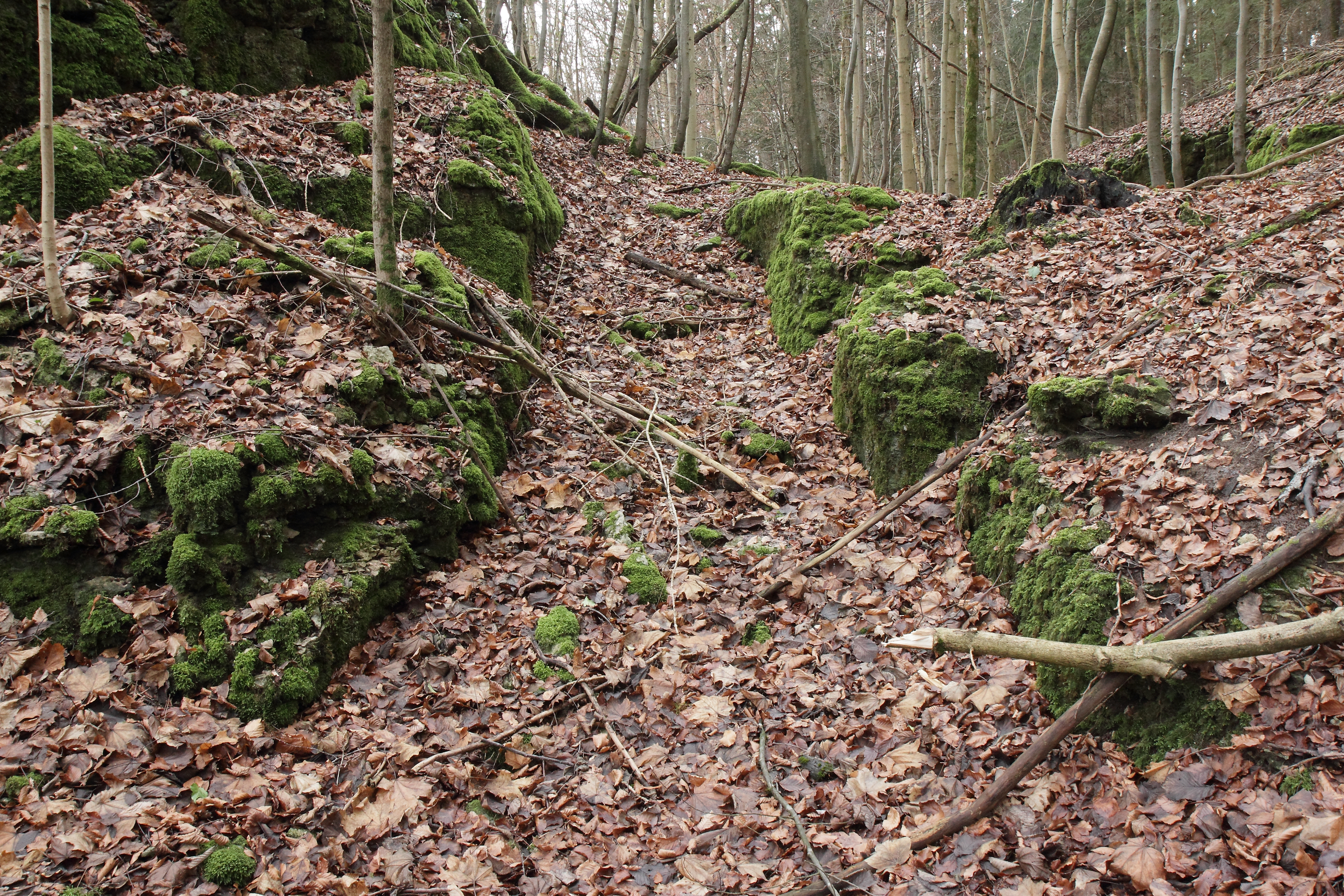
Bild 7: Grabenartige Vertiefung im Halsgraben (Dezember 2014)
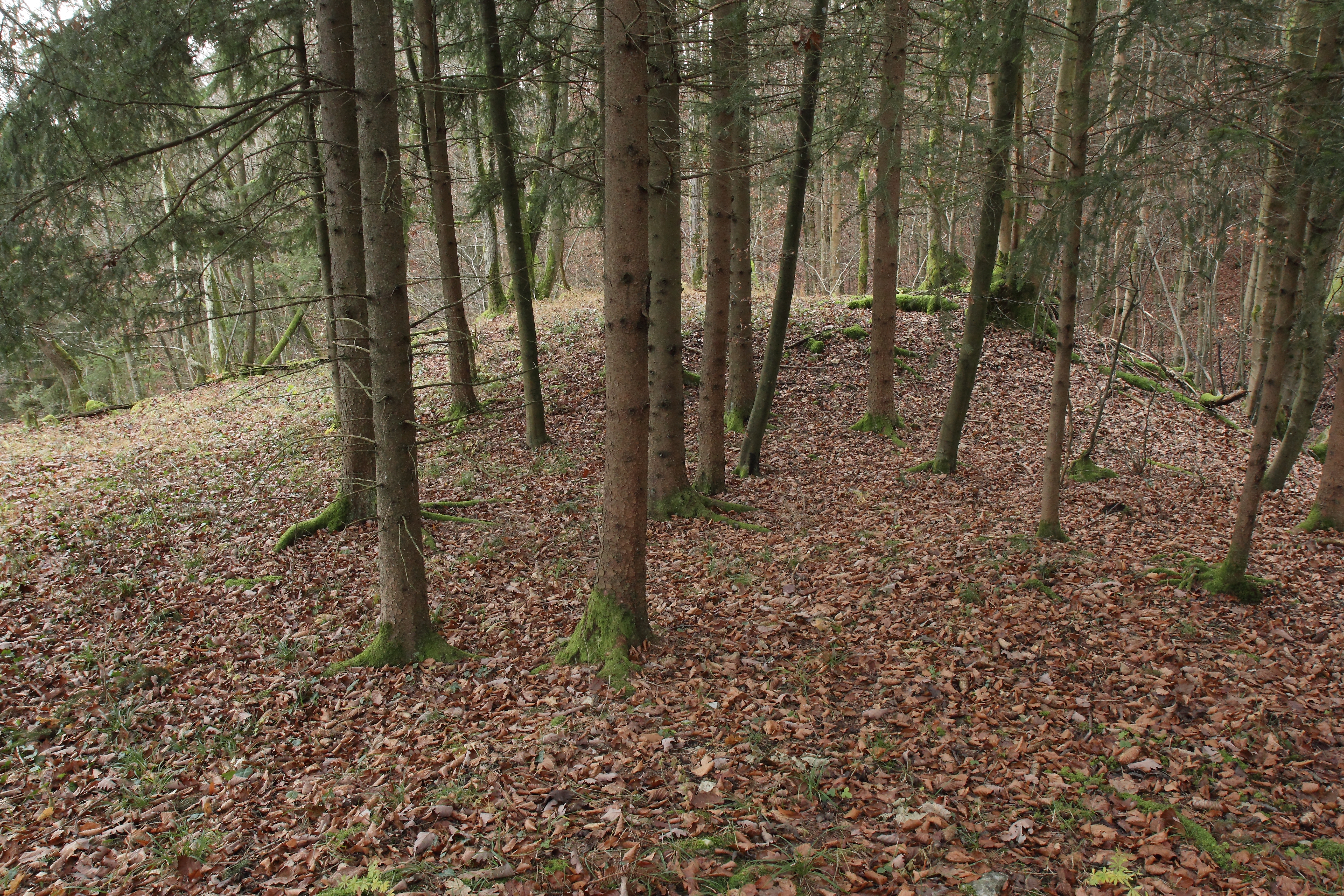
Bild 8: Blick über die leicht erhöhte südöstliche Seite der Burgstelle (Dezember 2014)
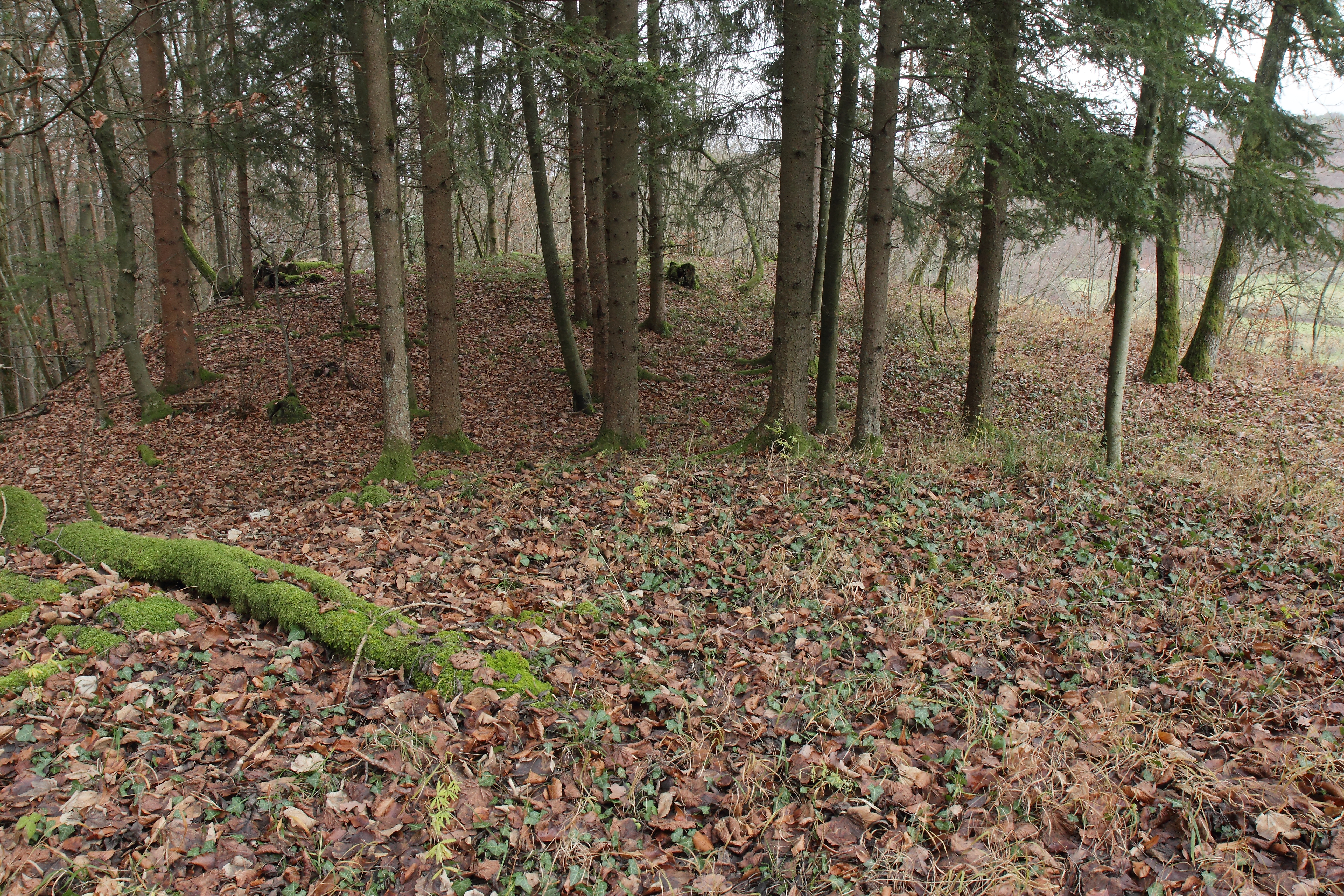
Bild 9: Nördliche Seite der Burgstelle (Dezember 2014)